# Waurika
Waurika è il capoluogo della contea di Jefferson, Oklahoma, Stati Uniti. La popolazione era di 2.064 abitanti al censimento del 2010, un calo del 4,36 percento rispetto ai 2.158 abitanti al censimento del 2000.
Un articolo di giornale afferma che Waurika si è autoproclamata "la capitale mondiale del parrocchetto" (The Parakeet Capital of the World). Non ha dato alcuna spiegazione per l'utilizzo di questo slogan.

## Geografia fisica
Secondo lo United States Census Bureau, ha un'area totale di 12,49 mi² (32,35 km²).

## Origini del nome
Il nome è la versione anglicizzata del composto comanche woarɨhka ("mangiatore di verme") da woa ("verme") + tɨhka ("mangiare") e si riferisce presumibilmente a un gruppo di Comanche che vivono nell'area o ad alcuni primi coloni europei il cui l'aratura potrebbe aver somigliato umoristicamente a scavare per i vermi. Tali nomi umoristici erano comuni nella cultura dei Comanche, come la parola "riso", woarɨhkapɨh, letteralmente "cibo per vermi".

## Storia
Waurika fu fondata dopo che la riserva Comanche, Kiowa e Apache fu aperta ai non-indiani il 6 agosto 1901. Il primo colono bianco fu James McGraw, che possedeva una fattoria sull'attuale sito della città dopo essersi trasferito da Burlington, Iowa. La prima vendita dei lotti della città si svolse il 18 giugno 1902. Quasi tremila persone parteciparono alla vendita.
Waurika fu incorporata nel maggio 1903. L'8 maggio di quell'anno, C. A. McBrian prestò giuramento come primo sindaco della città.
La Chicago, Rock Island and Pacific Railway arrivò a Waurika nel gennaio 1902, dopo che il sovrintendente ferroviario "designò la città come stazione su richiesta". Waurika era precedentemente il capolinea settentrionale della Wichita Falls and Southern Railroad, una delle proprietà del XX secolo di Frank Kell e Joseph A. Kemp di Wichita Falls, Texas.

## Società

### Evoluzione demografica
Secondo il censimento del 2010, la popolazione era di 2.064 abitanti.

### Etnie e minoranze straniere
Secondo il censimento del 2010, la composizione etnica della città era formata dall'86,0% di bianchi, l'1,4% di afroamericani, il 5,2% di nativi americani, lo 0,3% di asiatici, lo 0,0% di oceanici, il 3,3% di altre razze, e il 3,8% di due o più etnie. Ispanici o latinos di qualunque razza erano l'8,1% della popolazione.